# Messstrecke
Als Messstrecke (früher auch Meßstrecke geschrieben) oder Messprofil wird die linienförmige Aneinanderreihung von Messpunkten bezeichnet, um den örtlichen Verlauf eines physikalischen Phänomens oder einer geometrischen Form zu erfassen. Solche Messungen werden vor allem in der Technik und der Naturwissenschaften durchgeführt.
Eine zweite Bedeutung des Begriffs ist die Strecke (Luftlinie, Visur), entlang der eine genaue Distanzmessung vorgenommen wird.
Soll statt eines Profils auch eine flächenhafte Messung erfolgen, so werden sich kreuzende Strecken angelegt oder das Gebiet mäanderförmig abgefahren.
Die Auswertung von Messprofilen kann auf verschiedene Art erfolgen:
- geometrisch: durch Zeichnen eines Diagramms (Messkurve) und visuelle Interpretation
- Mittelung aller Messungen und Feststellung, wie weit die Einzelmessungen vom Mittelwert abweichen
- lineare Regression: Berechnung eines linearen Trends (Steigen bzw. Sinken der Messkurve)
- quadratische Regression: Trend und Wölbung der Messkurve
- Fourieranalyse oder FFT: Analyse von Perioden in der Messkurve
- 2D-Modellrechnung: Näherungsmodell des Phänomens und seine gezielte Anpassung an die flächenhaft verteilten Messwerte
- 3D-Modell: Interpretation der Messwerte in die dritte Dimension (z. B. ins Innere eines Festkörpers oder in die Tiefe der Erdkruste).

Beispiele für die Anlegung von Messstrecken sind:
- in Geodäsie und Photogrammetrie die Messung von Geländeprofilen
- in Maschinenbau und Industrie die Erfassung der Form von Werkstücken
- in der Geophysik magnetische oder seismische Profile zur Erforschung des Untergrunds (Geomagnetik und Reflexionsseismik)
- in der Geologie Profile zur Erfassung der Gesteinsart und ihrer Schichtung
- in der Meteorologie Vertikalprofile von Lufttemperatur oder Luftdruck (Radiosonden)
- in der Navigation zur Eichung der Fahrtmesser (Meilenlaufen, Koppelnavigation) oder der Funknavigation.